# Нагњечина
Нагњечина  (лат. vulnus contusum), је врста повреде нанетна тупим предметом (оруђем) или падом на чврсту подлогу. Нагњечина најчешће представља комбинацију крвног подлива с делимичним оштећењем епидерма.

## Клиничка слика
Нагњечину карактеришу промене у коријуму и поткожном масном ткиву, које прати цепање зидова крвних судова (најчешће капилара) с истицањем крви и прожимањем околног ткива у већој или мањој мери.
Количина истекле крви у ткиву зависи од;
- Јачине ударца.
- Врсте ткива. Тако ће јаче крварење настати у пределима са растреситијим везивним ткивом (предео ока) или на местима где је меко ткиво у танком слоју (лобања, голењача)
- Постојећих болести организма у моменту повреде, (болести срца и крвних судова, крвне болести, хематолошке болести итд). У том случају величина нагњечине није у сразмери са примењеном силом (знатно је већа, а процес санације траје дуже)

Енергија којом располаже механичко оруђе или сила ударца која се преноси на ткива, је такође од утицаја на тежину нагњечине. Јача сила доводи и до цепања крвних судова у дубљим ткивима (мишићи, органи итд) изазивајући крвне подливе.
Крвни подлив (лат. haematoma) је честа појава код нагњечина насталим у растреситом ткиву, где истекла крв лакше формира шупљину испуњену крвљу (хематом).
Кревни подливи у пределу серозних опни (лат. suguillatio) или слузница (лат. suffusio), такође су присутни код нагњечина.
Пребојеност коже на месту нагњечине, настаје ако је истицање крви из крвних судова на већој дубини. Еритроцити у изливу подлежу дејству ензима и фагоцитози, а крвна боја у крвне пигменте (билирубин, хемосидерин, хематоидин) што доводи до промене боје, од плавичасто-љубичасте на почетку у тамно плаву (након 3 дана), до зеленкасте (након 5-7 дана) па све до жућкасте (након 8-10 дана). Нормална боја коже се враћа за 10-15 од момента настанка нагњечине.
Повреде унутрашњих органа, могу бити присутне, код на изглед малих нагњечина. То се дешава ако сила јачег дејства испољава свој утицај преко одећом прекривених дебљих слојева меких ткива, без коштане подлоге (као што је трбушни зид), где могу знаци повреде бити незнати, а да на унутрашњим органима постоји теже нагњечине или расцепи.

## Последице
Удружено дејство - више нагњечина може услед значајнијег губитка крви (искрвављење), да доведе до појаве акутне анемије.
Санација нагњечине траје у просеку 10-15 дана, и не оставља никава неповратена оштећеља на месту повреде.

## Терапија
Санација нагњечине траје у просеку 10-15 дана, и обично не оставља никава неповратена оштећеља на месту крвног подлива.